# New Basket Brindisi 2021-2022
Questa voce raccoglie le informazioni riguardanti il New Basket Brindisi nelle competizioni ufficiali della stagione 2021-2022.

## Stagione
La stagione 2021-2022 del New Basket Brindisi sponsorizzata Happy Casa, è la 11ª nel massimo campionato italiano di pallacanestro, la Serie A.

## Roster
| Happy Casa Brindisi 2021-22 | Happy Casa Brindisi 2021-22 |
| Giocatori                   | Staff tecnico               |
| --------------------------- | --------------------------- |

| N. | Naz.                                     | Ruolo | Nome                   | Anno | Alt.   | Peso   |  |
| -- | ---------------------------------------- | ----- | ---------------------- | ---- | ------ | ------ |  |
| 0  | Stati Uniti (bandiera)                   | C     | Myles Carter           | 1997 | 206 cm | 104 kg |  |
| 1  | Stati Uniti (bandiera)                   | AG    | Nathan Adrian          | 1995 | 206 cm | 107 kg |  |
| 3  | Stati Uniti (bandiera)                   | P     | Josh Perkins           | 1995 | 191 cm | 86 kg  |  |
| 5  | Italia (bandiera)                        | GA    | Alessandro Gentile     | 1992 | 200 cm | 100 kg |  |
| 6  | Italia (bandiera)                        | P     | Alessandro Zanelli (C) | 1992 | 187 cm | 80 kg  |  |
| 7  | Stati Uniti (bandiera)                   | G     | D'Angelo Harrison      | 1993 | 193 cm | 92 kg  |  |
| 7  | Italia (bandiera)                        | G     | Mario Fausto De Donno  | 2004 |        |        |  |
| 8  | Italia (bandiera)                        | P     | Marco Vitucci          | 2004 | 187 cm |        |  |
| 9  | Italia (bandiera)                        | G     | Riccardo Visconti      | 1998 | 197 cm | 84 kg  |  |
| 10 | Italia (bandiera)                        | AG    | Raphael Gaspardo       | 1993 | 207 cm | 100 kg |  |
| 11 | Italia (bandiera)                        | AG    | Scott Ulaneo           | 1998 | 208 cm | 102 kg |  |
| 12 | Argentina (bandiera) · Italia (bandiera) | P     | Lucio Redivo           | 1994 | 184 cm | 84 kg  |  |
| 14 | Belgio (bandiera)                        | AC    | Maxime De Zeeuw        | 1987 | 206 cm | 115 kg |  |
| 15 | Stati Uniti (bandiera)                   | PG    | Wes Clark              | 1994 | 184 cm | 78 kg  |  |
| 15 | Italia (bandiera)                        | G     | Gianmaria Danese       | 2002 | 187 cm |        |  |
| 17 | Italia (bandiera)                        | PG    | Alessandro Guido       | 2002 | 188 cm | 80 kg  |  |
| 21 | Stati Uniti (bandiera)                   | GA    | Jeremy Chappell (C)    | 1987 | 191 cm | 91 kg  |  |
| 22 | Italia (bandiera)                        | A     | Mattia Udom            | 1993 | 200 cm | 104 kg |  |
| 33 | Stati Uniti (bandiera)                   | AC    | Nick Perkins           | 1996 | 203 cm | 113 kg |  |
| -  | Italia (bandiera)                        | C     | Giulio Antonacci       | 2003 | 206 cm |        |  |
| -  | Italia (bandiera)                        | AG    | Denis Barnaba          | 2003 | 201 cm | 93 kg  |  |
| -  | Italia (bandiera)                        | P     | Benedetto Epifani      | 2004 | 187 cm | 75 kg  |  |
| -  | Italia (bandiera)                        | P     | Alessio Fusco          | 2003 |        |        |  |
| -  | Italia (bandiera)                        | A     | Giovanni Greco         | 2004 | 193 cm | 92 kg  |  |

| Allenatore                                                                                   |
| - Francesco Vitucci                                                                          |
| Assistente/i                                                                                 |
| - Mattia Consoli - Alberto Morea Legenda - (C) Capitano - (IN) Inattivo - Infortunato Roster |

Budget complessivo = 3.909K € (Bilancio depositato presso la CCIAA di Brindisi)

## Mercato

### Sessione estiva
| Acquisti | Acquisti        | Acquisti           | Acquisti   | Acquisti |
| R.a      | Nome            | da                 | Modalità   |          |
| -------- | --------------- | ------------------ | ---------- | -------- |
| GA       | Jeremy Chappell | Reyer Venezia      | svincolato |          |
| C        | Myles Carter    | Gemlik Basketbol   | svincolato |          |
| C        | Scott Ulaneo    | Davenport Panthers | svincolato |          |
| P        | Josh Perkins    | Partizan           | svincolato |          |
| PG       | Wes Clark       | Reyer Venezia      | svincolato |          |
| AG       | Nathan Adrian   | MBK Mykolaïv       | svincolato |          |
| P        | Lucio Redivo    | Monferrato Basket  | svincolato |          |

| Cessioni | Cessioni          | Cessioni          | Cessioni                | Cessioni |
| R.       | Nome              | a                 | Modalità                |          |
| -------- | ----------------- | ----------------- | ----------------------- | -------- |
| GA       | James Bell        | Włocławek         | risoluzione consensuale |          |
| AG       | Derek Willis      | Joventut Badalona | fine contratto          |          |
| P        | Darius Thompson   | Lokomotiv Kuban'  | fine contratto          |          |
| AC       | Ousman Krubally   | Larisa            | fine contratto          |          |
| G        | D'Angelo Harrison | Prometej          | fine contratto          |          |
| C        | Riccardo Cattapan | Derthona Basket   | fine contratto          |          |
| AP       | Josh Bostic       | Free agent        | fine contratto          |          |
| AP       | Felipe Motta      | Denver Pioneers   | definitivo              |          |

### Dopo l'inizio della stagione
| Acquisti | Acquisti           | Acquisti     | Acquisti        | Acquisti   |
| R.       | Nome               | da           | Data            | Modalità   |
| -------- | ------------------ | ------------ | --------------- | ---------- |
| AC       | Maxime De Zeeuw    | Free agent   | 27 gennaio 2022 | svincolato |
| GA       | Alessandro Gentile | Pall. Varese | 28 gennaio 2022 | svincolato |
| G        | D'Angelo Harrison  | Prometej     | 7 marzo 2022    | svincolato |

| Cessioni | Cessioni        | Cessioni         | Cessioni         | Cessioni    |
| R.       | Nome            | a                | Data             | Modalità    |
| -------- | --------------- | ---------------- | ---------------- | ----------- |
| C        | Myles Carter    | Keravnos         | 24 gennaio 2022  | rescissione |
| P        | Josh Perkins    | Socar Petkimspor | 7 febbraio 2022  | rescissione |
| AG       | Scott Ulaneo    | Eurobasket Roma  | 11 febbraio 2022 | prestito    |
| GA       | Jeremy Chappell | Free agent       | 25 marzo 2022    | rescissione |

## Risultati

### Campionato

#### Stagione regolare

##### Andata
| Arbitri: | Lanzarini (Bologna) Borgo (Vicenza) Gonella (Genova) |

|                                |            |                                       |
| Konate 15 Grazulis 13 Delia 13 | Punti      | 20 Redivo 15 J. Perkins 11 N. Perkins |
| Banks, Sanders 6               | Assist     | 4 Zanelli                             |
| Delia, Grazulis 9              | Rimbalzi   | 14 N. Perkins                         |
| Franco Ciani                   | Allenatori | Francesco Vitucci                     |

| Arbitri: | Lo Guzzo (Pisa) Vicino (Bologna) Noce (Latina) |

|                                     |            |                                   |
| Gaspardo 29 Adrian 17 J. Perkins 16 | Punti      | 15 Clemmons 13 Mekowulu 12 Battle |
| J. Perkins 7                        | Assist     | 4 Battle                          |
| N. Perkins 8                        | Rimbalzi   | 8 Mekowulu, Burnell               |
| Francesco Vitucci                   | Allenatori | Demis Cavina                      |

| Arbitri: | Giovannetti (Terni) Martolini (Roma) Di Francesco (Teramo) |

|                             |            |                                   |
| Mascolo 16 Macura 14 Daum 9 | Punti      | 26 N. Perkins 17 Chappell 13 Udom |
| Wright 9                    | Assist     | 7 J. Perkins                      |
| Cain 10                     | Rimbalzi   | 8 Chappell                        |
| Marco Ramondino             | Allenatori | Francesco Vitucci                 |

| Arbitri: | Sahin (Messina) Quarta (Torino) Pierantozzi (Ascoli Piceno) |

|                                        |            |                               |
| Zanelli 18 N. Perkins 17 J. Perkins 17 | Punti      | 23 Benzing 18 Aradori 16 Totè |
| J. Perkins 7                           | Assist     | 8 Durham                      |
| N.Perkins 9                            | Rimbalzi   | 7 Ashley                      |
| Francesco Vitucci                      | Allenatori | Antonio Martino               |

| Arbitri: | Baldini (Firenze) Bartoli (Trieste) Bettini (Bologna) |

|                                 |            |                                       |
| Harris 20 Miller 15 Spagnolo 10 | Punti      | 24 N. Perkins 19 Adrian 15 J. Perkins |
| Cournooh 4                      | Assist     | 6 J. Perkins                          |
| Cournooh 9                      | Rimbalzi   | 7 J. Perkins, Adrian                  |
| Paolo Galbiati                  | Allenatori | Francesco Vitucci                     |

| Arbitri: | Paternico (Enna) Di Francesco (Teramo) Pepponi (Perugia) |

|                                            |            |                                |
| N. Perkins 26 R. Visconti 15 J. Perkins 13 | Punti      | 18 Phillip 15 Tonut 10 Sanders |
| J. Perkins, Zanelli 3                      | Assist     | 6 Tonut                        |
| N.Perkins 7                                | Rimbalzi   | 11 Stone                       |
| Francesco Vitucci                          | Allenatori | Walter De Raffaele             |

| Arbitri: | Borgioni (Roma) Quarta (Torino) Perciavalle (Torino) |

|                           |            |                                        |
| Jones 22 Kell 14 Beane 14 | Punti      | 27 R. Gaspardo 19 N. Perkins 17 Adrian |
| Kell 5                    | Assist     | 5 J. Perkins, Zanelli, Chappell        |
| Sorokas 8                 | Rimbalzi   | 9 Adrian                               |
| Adriano Vertemati         | Allenatori | Francesco Vitucci                      |

| Arbitri: | Begnis (Crema) Bongiorni (Pisa) Borgo (Vicenza) |

|                                       |            |                                     |
| N. Perkins 16 Chappell 13 Gaspardo 11 | Punti      | 24 Reynolds 21 Bradford 12 Williams |
| J. Perkins 7                          | Assist     | 3 Flaccadori                        |
| Chappell 9                            | Rimbalzi   | 10 Reynolds                         |
| Francesco Vitucci                     | Allenatori | Emanuele Molin                      |

| Arbitri: | Sahin (Messina) Baldini (Firenze) Capotorto (Roma) |

|                                |            |                                            |
| Hervey 20 Teodosić 14 Weems 13 | Punti      | 18 N. Perkins 17 Clark 13 Adrian           |
| Teodosić 10                    | Assist     | 12 J. Perkins                              |
| Cordinier 8                    | Rimbalzi   | 5 Adrian, N. Perkins, Chappell, J. Perkins |
| Sergio Scariolo                | Allenatori | Francesco Vitucci                          |

| Arbitri: | Mazzoni (Grosseto) Attard (Siracusa) Dori (Venezia) |

|                                 |            |                              |
| Chappell 13 Adrian 9 Gaspardo 9 | Punti      | 16 Hall 13 Delaney 10 Bentil |
| J. Perkins 4                    | Assist     | 3 Delaney                    |
| Chappell, Gaspardo 5            | Rimbalzi   | 7 Bentil                     |
| Francesco Vitucci               | Allenatori | Ettore Messina               |

| Arbitri: | Lanzarini (Bologna) Percivalle (Torino) Boninsegna (Milano) |

|                                           |            |                                   |
| Olisevicius 16 Hopkins 13 Thompson Jr. 10 | Punti      | 14 N. Perkins 10 Clark 8 Gaspardo |
| Cinciarini 10                             | Assist     | 3 Zanelli                         |
| Hopkins, Thompson Jr. 7                   | Rimbalzi   | 6 N. Perkins                      |
| Attilio Caja                              | Allenatori | Francesco Vitucci                 |

| Arbitri: | Rossi (Arezzo) Bartoli (Trieste) Gonella (Genova) |

|                                     |            |                             |
| N. Perkins 25 Chappell 19 Adrian 13 | Punti      | 26 Dimsa 20 Russell 16 Sims |
| J. Perkins 10                       | Assist     | 8 Russell                   |
| Adrian 9                            | Rimbalzi   | 16 Sims                     |
| Francesco Vitucci                   | Allenatori | Massimiliano Menetti        |

| Arbitri: | Giovannetti (Terni) Vicino (Bologna) Vita (Ancona) |

|                                 |            |                            |
| N. Perkins 27 Redivo 23 Udom 14 | Punti      | 20 Lamb 18 Larson 14 Jones |
| Redivo 5                        | Assist     | 3 Delfino                  |
| Udom 10                         | Rimbalzi   | 10 Jones                   |
| Francesco Vitucci               | Allenatori | Luca Banchi                |

| Arbitri: | Mazzoni (Grosseto) Borgioni (Roma) Galasso (Siena) |

|                                          |            |                                        |
| Mitrou-Long 22 Gabriel 21 Della Valle 16 | Punti      | 13 Visconti 10 N. Perkins 8 J. Perkins |
| Della Valle 5                            | Assist     | 3 Zanelli                              |
| Burns 8                                  | Rimbalzi   | 7 Udom, Adrian                         |
| Alessandro Magro                         | Allenatori | Francesco Vitucci                      |

| Arbitri: | Sahin (Messina) Grigioni (Roma) Bettini (Bologna) |

|                                     |            |                               |
| N. Perkins 21 Redivo 15 Chappell 14 | Punti      | 17 Parks 15 Pargo 14 Lombardi |
| J. Perkins 4                        | Assist     | 4 Pargo                       |
| N. Perkins 6                        | Rimbalzi   | 10 Parks                      |
| Francesco Vitucci                   | Allenatori | Stefano Sacripanti            |

##### Ritorno
| Arbitri: | Begnis (Crema) Giovannetti (Terni) Vita (Ancona) |

|                                    |            |                                    |
| Tonut 27 Theodore 12 De Nicolao 12 | Punti      | 13 Gentile 13 Harrison 12 Gaspardo |
| Tonut 4                            | Assist     | 7 Gentile                          |
| Theodore, Brooks 6                 | Rimbalzi   | 14 Gentile                         |
| Walter De Raffaele                 | Allenatori | Francesco Vitucci                  |

| Arbitri: | Paternicò (Enna) Quarta (Torino) Valzani (Milano) |

|                                      |            |                                  |
| J. Perkins 18 Chappell 16 Visconti 9 | Punti      | 16 Weems 14 Cordinier 13 Sampson |
| J. Perkins 10                        | Assist     | 6 Cordinier                      |
| Adrian 8                             | Rimbalzi   | 7 Weems, Jaiteh                  |
| Francesco Vitucci                    | Allenatori | Sergio Scariolo                  |

| Arbitri: | Baldini (Firenze) Bongiorni (Pisa) Di Francesco (Teramo) |

|                                    |            |                                         |
| Bendzius 21 Robinson 20 Burnell 19 | Punti      | 18 J. Perkins 17 N. Perkins 14 Gaspardo |
| Robinson 15                        | Assist     | 4 J. Perkins, Adrian                    |
| Burnell 12                         | Rimbalzi   | 8 Gentile                               |
| Piero Bucchi                       | Allenatori | Francesco Vitucci                       |

| Arbitri: | Begnis (Crema) Nicolini (Palermo) Dori (Venezia) |

|                               |            |                                     |
| Adrian 17 Gaspardo 14 Udom 11 | Punti      | 20 Crawford 18 Hopkins 16 Strautins |
| Chappell 5                    | Assist     | 6 Cinciarini                        |
| Adrian, Clark 6               | Rimbalzi   | 12 Hopkins                          |
| Francesco Vitucci             | Allenatori | Federico Fucà                       |

| Arbitri: | Attard (Siracusa) Bartoli (Trieste) Galasso (Siena) |

|                                  |            |                                       |
| Frazier 17 Aradori 12 Procida 12 | Punti      | 22 N. Perkins 13 A. Zanelli 12 Redivo |
| Durham 6                         | Assist     | 3 Zanelli                             |
| Charalampopoulos 6               | Rimbalzi   | 6 Gentile, N. Perkins                 |
| Antimo Martino                   | Allenatori | Francesco Vitucci                     |

| Arbitri: | Lo Guzzo (Pisa) Martolini (Roma) Brindisi (Torino) |

|                                    |            |                                           |
| N. Perkins 20 Redivo 16 Gentile 16 | Punti      | 23 Petrucelli 20 Laquintana 20 Mitro-Long |
| Adrian 6                           | Assist     | 2 Gabriel, Mitrou-Long                    |
| N. Perkins 10                      | Rimbalzi   | 8 Gabriel                                 |
| Francesco Vitucci                  | Allenatori | Alessandro Magro                          |

| Arbitri: | Baldini (Firenze) Grigioni (Roma) Gonella (Genova) |

|                                |            |                                    |
| Sanford 21 Jones 14 Delfino 13 | Punti      | 24 N. Perkins 14 Clark 13 Harrison |
| Moretti 4                      | Assist     | 3 Clark                            |
| Mejeris 8                      | Rimbalzi   | 11 N. Perkins                      |
| Luca Banchi                    | Allenatori | Francesco Vitucci                  |

| Arbitri: | Lanzarini (Bologna) Di Francesco (Teramo) Marziali (Roma) |

|                                     |            |                                   |
| Harrison 20 N. Perkins 18 Redivo 14 | Punti      | 20 Spagnolo 16 Tinkle 10 Cournooh |
| Clark 4                             | Assist     | 2 Poeta, Cournooh                 |
| Adrian 10                           | Rimbalzi   | 7 Cournooh                        |
| Francesco Vitucci                   | Allenatori | Paolo Galbiati                    |

| Arbitri: | Begnis (Crema) Vicino (Bologna) Catani (Pescara) |

|                            |            |                                     |
| Parks 22 Rich 20 Zerini 11 | Punti      | 21 Harrison 14 N. Perkins 10 Redivo |
| Rich 4                     | Assist     | 5 Harrison                          |
| McDuffie 10                | Rimbalzi   | 8 Udom                              |
| Maurizio Buscaglia         | Allenatori | Francesco Vitucci                   |

| Arbitri: | Sahin (Messina) Lanzarini (Bologna) Noce (Latina) |

|                                   |            |                             |
| N. Perkins 21 Harrison 15 Udom 11 | Punti      | 23 Keene 19 Vene 10 Sorokas |
| Redivo, Adrian 4                  | Assist     | 4 Keene                     |
| N. Perkins 13                     | Rimbalzi   | 7 Sorokas                   |
| Francesco Vitucci                 | Allenatori | Johan Roijakkers            |

| Arbitri: | Lanzarini (Bologna) Percivalle (Torino) Pierantozzi (Ascoli Piceno) |

|                                       |            |                                  |
| Flaccadori 30 Caroline 20 Bradford 11 | Punti      | 18 Perkins 14 Redivo 13 Harrison |
| Flaccadori 8                          | Assist     | 6 Gentile                        |
| Flaccadori, Bradford, Caroline 7      | Rimbalzi   | 7 De Zeeuw                       |
| Emanuele Molin                        | Allenatori | Francesco Vitucci                |

| Arbitri: | Martolini (Roma) Borgioni (Roma) Valzani (Milano) |

|                                 |            |                                   |
| Bortolani 27 Russell 25 Sims 12 | Punti      | 21 Gentile 21 Harrison 20 Perkins |
| Russell 7                       | Assist     | 6 Gentile                         |
| Sims 7                          | Rimbalzi   | 9 Gaspardo                        |
| Marcelo Nicola                  | Allenatori | Francesco Vitucci                 |

| Arbitri: | Lo Guzzo (Catanzaro) Vicino (Bologna) Percivalle (Torino) |

|                               |            |                               |
| Harrison 19 Redivo 18 Udom 12 | Punti      | 22 Davis 16 Grazulis 15 Lever |
| N. Perkins 4                  | Assist     | 5 Davis                       |
| Udom 10                       | Rimbalzi   | 6 Grazulis                    |
| Francesco Vitucci             | Allenatori | Franco Ciani                  |

| Arbitri: | Sahin (Messina) Grigioni (Roma) Di Francesco (Teramo) |

|                               |            |                                  |
| Daniels 21 Bentil 16 Grant 14 | Punti      | 18 Gentile 14 Perkins 13 Zanelli |
| Hall 6                        | Assist     | 6 Zanelli                        |
| Tarczewski 11                 | Rimbalzi   | 7 Zanelli                        |
| Ettore Messina                | Allenatori | Francesco Vitucci                |

| Arbitri: | Bartoli (Trieste) Quarta (Torino) Marziali (Roma) |

|                                  |            |                             |
| Perkins 27 Gentile 14 Zanelli 12 | Punti      | 21 Daum 17 Filloy 16 Wright |
| Redivo 4                         | Assist     | 5 Sanders                   |
| Gaspardo, N. Perkins 8           | Rimbalzi   | 6 Cannon                    |
| Francesco Vitucci                | Allenatori | Marco Ramondino             |

### Coppa Italia

#### Quarti di finale
| Arbitri: | Sahin (Messina) Baldini (Firenze) Grigioni (Roma) |

|                                  |            |                                 |
| Clark 19 Visconti 13 Chappell 11 | Punti      | 23 Belinelli 17 Jaiteh 17 Weems |
| Gentile 5                        | Assist     | 6 Teodosić                      |
| N.Perkins, Adrian 7              | Rimbalzi   | 9 Weems                         |
| Francesco Vitucci                | Allenatori | Sergio Scariolo                 |

### Supercoppa

#### Quarti di finale
| Arbitri: | Lanzarini (Bologna) Vicino (Bologna) Quarta (Torino) |

|                                    |            |                                  |
| N.Perkins 21 Gaspardo 11 Redivo 10 | Punti      | 17 Bendzius 16 Logan 12 Clemmons |
| J.Perkins 3                        | Assist     | 5 Burnell                        |
| N.Perkins 10                       | Rimbalzi   | 6 Bendzius, Burnell              |
| Francesco Vitucci                  | Allenatori | Demis Cavina                     |

#### Semifinale
| Arbitri: | Mazzoni (Grosseto) Baldini (Firenze) Attard (Siracusa) |

|                                     |            |                                 |
| N.Perkins 16 J.Perkins 16 Redivo 11 | Punti      | 13 Mitoglou 11 Hines 11 Shields |
| J.Perkins 4                         | Assist     | 3 Shields, Rodríguez            |
| N.Perkins, J.Perkins 7              | Rimbalzi   | 8 Hines                         |
| Francesco Vitucci                   | Allenatori | Ettore Messina                  |

### Champions League

#### Regular Season

##### Andata
| Brindisi 6 ottobre 2021 1ª giornata | N.B. Brindisi | 61 – 88 (9-29, 22-49, 39-70) referto | Hapoel Holon | PalaPentassuglia |
| \| \| \| \| \| Chappell 10 J. Perkins 8 Redivo 8 \| Punti \| 20 Gray 18 Ragland 18 Johnson \| \| J. Perkins 5 \| Assist \| 7 Ragland \| \| Adrian 7 \| Rimbalzi \| 7 Ogden \| \| Francesco Vitucci \| Allenatori \| Maurizio Buscaglia \| |               |                                      |              |                  |
| |               |                                      |              |                  |
| Chappell 10 J. Perkins 8 Redivo 8 | Punti         | 20 Gray 18 Ragland 18 Johnson        |              |                  |
| J. Perkins 5 | Assist        | 7 Ragland                            |              |                  |
| Adrian 7 | Rimbalzi      | 7 Ogden                              |              |                  |
| Francesco Vitucci | Allenatori    | Maurizio Buscaglia                   |              |                  |

| Brindisi 18 ottobre 2021 2ª giornata | N.B. Brindisi | 71 – 76 (15-18, 29-30, 41-47) referto | U Cluj | PalaPentassuglia |
| \| \| \| \| \| N. Perkins 19 R. Visconti 15 Redivo 10 \| Punti \| 24 Richard 22 Stipanović 9 Birčević \| \| Redivo 6 \| Assist \| 4 Richard \| \| J. Perkins 6 \| Rimbalzi \| 9 Hogue \| \| Francesco Vitucci \| Allenatori \| Mihai Silvasan \| |               |                                       |        |                  |
| |               |                                       |        |                  |
| N. Perkins 19 R. Visconti 15 Redivo 10 | Punti         | 24 Richard 22 Stipanović 9 Birčević   |        |                  |
| Redivo 6 | Assist        | 4 Richard                             |        |                  |
| J. Perkins 6 | Rimbalzi      | 9 Hogue                               |        |                  |
| Francesco Vitucci | Allenatori    | Mihai Silvasan                        |        |                  |

| Istanbul 3 novembre 2021 3ª giornata | Darüşşafaka | 82 – 76 (22-27, 44-48, 63-61) referto | N.B. Brindisi | Volkswagen_Arena |
| \| \| \| \| \| Olaseni 21 Caupain 18 Ozdemiroglu 12 \| Punti \| 18 Perkins 10 Adrian 10 Gaspardo \| \| Piñeiro, Ozdemiroglu, Boothe 3 \| Assist \| 4 J. Perkins, Visconti \| \| Piñeiro 7 \| Rimbalzi \| 12 N. Perkins \| \| Selcuk Ernak \| Allenatori \| Francesco Vitucci \| |             |                                       |               |                  |
| |             |                                       |               |                  |
| Olaseni 21 Caupain 18 Ozdemiroglu 12 | Punti       | 18 Perkins 10 Adrian 10 Gaspardo      |               |                  |
| Piñeiro, Ozdemiroglu, Boothe 3 | Assist      | 4 J. Perkins, Visconti                |               |                  |
| Piñeiro 7 | Rimbalzi    | 12 N. Perkins                         |               |                  |
| Selcuk Ernak | Allenatori  | Francesco Vitucci                     |               |                  |

| Brindisi 16 novembre 2021 4ª giornata | N.B. Brindisi | 82 – 73 (22-16, 41-43, 61-51) referto | Darüşşafaka | PalaPentassuglia |
| \| \| \| \| \| J. Perkins 16 Adrian 15 N. Perkins 13 \| Punti \| 22 McCullough 16 Boothe 10 Olaseni \| \| J. Perkins 6 \| Assist \| 5 Caupain \| \| N. Perkins 8 \| Rimbalzi \| 7 Piñeiro \| \| Francesco Vitucci \| Allenatori \| Selcuk Ernak \| |               |                                       |             |                  |
| |               |                                       |             |                  |
| J. Perkins 16 Adrian 15 N. Perkins 13 | Punti         | 22 McCullough 16 Boothe 10 Olaseni    |             |                  |
| J. Perkins 6 | Assist        | 5 Caupain                             |             |                  |
| N. Perkins 8 | Rimbalzi      | 7 Piñeiro                             |             |                  |
| Francesco Vitucci | Allenatori    | Selcuk Ernak                          |             |                  |

| Cluj 15 dicembre 2021 5ª giornata | U Cluj     | 104 – 94 (28-19, 55-48, 83-74) referto | N.B. Brindisi | BTarena |
| \| \| \| \| \| Richard 23 Stewart 20 Brown 17 \| Punti \| 26 N. Perkins 21 Redivo 17 Gaspardo \| \| Brown 10 \| Assist \| 7 J. Perkins \| \| Stewart, Stipanović 7 \| Rimbalzi \| 6 N. Perkins \| \| Mihai Silvasan \| Allenatori \| Francesco Vitucci \| |            |                                        |               |         |
| |            |                                        |               |         |
| Richard 23 Stewart 20 Brown 17 | Punti      | 26 N. Perkins 21 Redivo 17 Gaspardo    |               |         |
| Brown 10 | Assist     | 7 J. Perkins                           |               |         |
| Stewart, Stipanović 7 | Rimbalzi   | 6 N. Perkins                           |               |         |
| Mihai Silvasan | Allenatori | Francesco Vitucci                      |               |         |

| Holon 22 dicembre 2021 6ª giornata | Hapoel Holon | 84 – 80 (30-16, 47-36, 68-58) referto | N.B. Brindisi | Toto Arena |
| \| \| \| \| \| Menco 19 Ragland 19 Johnson 16 \| Punti \| 16 N. erkins 15 Udom 13 Chappell \| \| Ragland 8 \| Assist \| 3 J. Perkins, Redivo, Adrian \| \| Johnson 12 \| Rimbalzi \| 10 Udom \| \| Maurizio Buscaglia \| Allenatori \| Francesco Vitucci \| |              |                                       |               |            |
| |              |                                       |               |            |
| Menco 19 Ragland 19 Johnson 16 | Punti        | 16 N. erkins 15 Udom 13 Chappell      |               |            |
| Ragland 8 | Assist       | 3 J. Perkins, Redivo, Adrian          |               |            |
| Johnson 12 | Rimbalzi     | 10 Udom                               |               |            |
| Maurizio Buscaglia | Allenatori   | Francesco Vitucci                     |               |            |

## Statistiche

### Statistiche di squadra
| Competizione              | Punti | In casa | In casa | In casa | In casa | In casa | In trasferta | In trasferta | In trasferta | In trasferta | In trasferta | Totale | Totale | Totale | Totale | Totale | Totale |
| Competizione              | Punti | G       | V       | P       | Ptf     | Pts     | G            | V            | P            | Ptf          | Pts          | G      | V      | P      | Ptf    | Pts    | Diff.  |
| ------------------------- | ----- | ------- | ------- | ------- | ------- | ------- | ------------ | ------------ | ------------ | ------------ | ------------ | ------ | ------ | ------ | ------ | ------ | ------ |
| Serie A Stagione regolare | 24    | 15      | 8       | 7       | 1268    | 1245    | 15           | 4            | 11           | 1172         | 1254         | 30     | 12     | 18     | 2440   | 2499   | -59    |
| Coppa Italia              | 0     | 1       | 0       | 1       | 81      | 93      | 0            | 0            | 0            | 0            | 0            | 1      | 0      | 1      | 81     | 93     | -12    |
| Supercoppa                | 2     | 2       | 1       | 1       | 143     | 138     | 0            | 0            | 0            | 0            | 0            | 2      | 1      | 1      | 143    | 138    | +5     |
| Champions League          | 2     | 3       | 1       | 2       | 214     | 237     | 3            | 0            | 3            | 250          | 270          | 6      | 1      | 5      | 464    | 507    | -43    |
| Totale                    | 28    | 21      | 10      | 11      | 1706    | 1713    | 18           | 4            | 14           | 1422         | 1524         | 39     | 14     | 25     | 3128   | 3237   | -109   |

### Statistiche individuali

#### In campionato
| Nome               | G  | Pun  | Min  | Falli | Falli | Tiri da 2 | Tiri da 2 | Tiri da 2 | Tiri da 3 | Tiri da 3 | Tiri da 3 | Tiri Liberi | Tiri Liberi | Tiri Liberi | Rimbalzi | Rimbalzi | Rimbalzi | Stop | Stop | Palle | Palle | Ass  | Val  | Media Punti | Media Val. |
| Nome               | G  | Pun  | Min  | C     | S     | R         | T         | %         | R         | T         | %         | R           | T           | %           | O        | D        | T        | D    | S    | P     | R     | Ass  | Val  | Media Punti | Media Val. |
| ------------------ | -- | ---- | ---- | ----- | ----- | --------- | --------- | --------- | --------- | --------- | --------- | ----------- | ----------- | ----------- | -------- | -------- | -------- | ---- | ---- | ----- | ----- | ---- | ---- | ----------- | ---------- |
| Nick Perkins       | 30 | 524  | 921  | 86    | 151   | 182       | 350       | 52.0      | 17        | 62        | 27.4      | 109         | 161         | 67.7        | 48       | 141      | 189      | 9    | 30   | 71    | 17    | 55   | 493  | 17.5        | 16.4       |
| Raphael Gaspardo   | 27 | 243  | 712  | 41    | 44    | 58        | 120       | 48.3      | 37        | 101       | 36.6      | 16          | 31          | 51.6        | 40       | 61       | 101      | 10   | 10   | 21    | 18    | 19   | 222  | 9.0         | 8.2        |
| Lucio Redivo       | 25 | 224  | 450  | 27    | 33    | 37        | 80        | 46.3      | 38        | 90        | 42.2      | 36          | 39          | 92.3        | 8        | 34       | 42       | 0    | 11   | 19    | 7     | 39   | 190  | 9.0         | 7.6        |
| Nathan Adrian      | 24 | 212  | 641  | 50    | 45    | 63        | 116       | 54.3      | 22        | 74        | 29.7      | 20          | 40          | 50.0        | 34       | 83       | 117      | 9    | 7    | 37    | 20    | 48   | 232  | 8.8         | 9.7        |
| Alessandro Zanelli | 27 | 176  | 546  | 58    | 72    | 21        | 46        | 45.7      | 31        | 65        | 47.7      | 41          | 51          | 80.4        | 23       | 55       | 78       | 0    | 6    | 25    | 13    | 58   | 239  | 6.5         | 8.9        |
| Josh Perkins       | 17 | 175  | 437  | 49    | 37    | 33        | 60        | 55.0      | 27        | 74        | 36.5      | 28          | 32          | 87.5        | 19       | 43       | 62       | 2    | 5    | 44    | 18    | 97   | 215  | 10.3        | 12.7       |
| Mattia Udom        | 27 | 155  | 522  | 62    | 29    | 35        | 67        | 52.2      | 23        | 64        | 35.9      | 16          | 32          | 50.0        | 42       | 79       | 121      | 4    | 3    | 33    | 23    | 20   | 165  | 5.7         | 6.1        |
| Jeremy Chappell    | 17 | 147  | 414  | 50    | 21    | 31        | 60        | 51.7      | 23        | 55        | 41.8      | 16          | 22          | 72.7        | 14       | 55       | 69       | 6    | 5    | 28    | 23    | 30   | 146  | 8.6         | 8.6        |
| D'Angelo Harrison  | 9  | 146  | 252  | 22    | 32    | 21        | 42        | 50.0      | 26        | 61        | 42.6      | 26          | 33          | 78.8        | 3        | 33       | 36       | 2    | 4    | 12    | 10    | 23   | 148  | 16.2        | 16.4       |
| Alessandro Gentile | 12 | 142  | 296  | 31    | 23    | 51        | 105       | 48.6      | 7         | 21        | 33.3      | 19          | 24          | 79.2        | 12       | 50       | 62       | 2    | 1    | 33    | 8     | 32   | 131  | 11.8        | 10.9       |
| Riccardo Visconti  | 28 | 138  | 368  | 44    | 40    | 17        | 29        | 58.6      | 25        | 78        | 32.1      | 29          | 41          | 70.7        | 9        | 36       | 45       | 1    | 2    | 20    | 10    | 26   | 117  | 4.9         | 4.2        |
| Wes Clark          | 22 | 126  | 362  | 39    | 27    | 29        | 66        | 43.9      | 18        | 55        | 32.7      | 14          | 22          | 63.6        | 6        | 37       | 43       | 4    | 4    | 22    | 17    | 40   | 110  | 5.7         | 5.0        |
| Maxime De Zeeuw    | 11 | 23   | 96   | 18    | 9     | 10        | 15        | 66.7      | 0         | 5         | 0.0       | 3           | 5           | 60.0        | 9        | 15       | 24       | 1    | 2    | 6     | 1     | 5    | 25   | 2.1         | 2.3        |
| Myles Carter       | 11 | 5    | 42   | 0     | 2     | 2         | 6         | 33.3      | 0         | 0         | 0.0       | 1           | 4           | 25.0        | 2        | 5        | 7        | 1    | 0    | 3     | 0     | 1    | 6    | 0.5         | 0.5        |
| Scott Ulaneo       | 14 | 2    | 6    | 2     | 0     | 1         | 1         | 100.0     | 0         | 0         | 0.0       | 0           | 0           | 0.0         | 0        | 1        | 1        | 0    | 0    | 1     | 0     | 0    | 0    | 0.1         | 0.0        |
| Alessandro Guido   | 18 | 2    | 7    | 0     | 0     | 1         | 1         | 100.0     | 0         | 1         | 0.0       | 0           | 0           | 0.0         | 0        | 0        | 0        | 0    | 0    | 1     | 0     | 0    | 0    | 0.1         | 0.0        |
| Gianmaria Danese   | 1  | 0    | 1    | 0     | 0     | 0         | 0         | 0.0       | 0         | 0         | 0.0       | 0           | 0           | 0.0         | 0        | 0        | 0        | 0    | 0    | 0     | 0     | 0    | 0    | 0.0         | 0.0        |
| Marco Vitucci      | 5  | 0    | 1    | 0     | 0     | 0         | 0         | 0.0       | 0         | 0         | 0.0       | 0           | 0           | 0.0         | 0        | 0        | 0        | 0    | 0    | 0     | 0     | 0    | 0    | 0.0         | 0.0        |
| Mario De Donno     | 11 | 0    | 1    | 0     | 0     | 0         | 0         | 0.0       | 0         | 0         | 0.0       | 0           | 0           | 0.0         | 0        | 0        | 0        | 0    | 0    | 0     | 0     | 0    | 0    | 0.0         | 0.0        |
| squadra            | 0  | 0    | 0    | 5     | 1     | 0         | 0         | 0.0       | 0         | 0         | 0.0       | 0           | 0           | 0.0         | 60       | 61       | 122      | 0    | 0    | 4     | 0     | 0    | 113  | 0           | 0          |
| TOTALE             | 30 | 2440 | 6075 | 584   | 566   | 592       | 1164      | 50.9      | 294       | 806       | 36.5      | 374         | 537         | 69.6        | 329      | 789      | 1118     | 51   | 90   | 380   | 185   | 493  | 2552 | 81.3        | 85.1       |
| MEDIE              |    |      |      | 19.5  | 18.9  | 19.7      | 38.8      | 50.9      | 9.8       | 26.9      | 36.5      | 12.5        | 17.9        | 69.6        | 11.0     | 26.3     | 37.3     | 1.7  | 3.0  | 12.7  | 6.2   | 16.4 |      |             |            |

#### In Coppa Italia
| Nome               | G | Pun | Min | Falli | Falli | Tiri da 2 | Tiri da 2 | Tiri da 2 | Tiri da 3 | Tiri da 3 | Tiri da 3 | Tiri Liberi | Tiri Liberi | Tiri Liberi | Rimbalzi | Rimbalzi | Rimbalzi | Stop | Stop | Palle | Palle | Ass | Val | Media Punti | Media Val. |
| Nome               | G | Pun | Min | C     | S     | R         | T         | %         | R         | T         | %         | R           | T           | %           | O        | D        | T        | D    | S    | P     | R     | Ass | Val | Media Punti | Media Val. |
| ------------------ | - | --- | --- | ----- | ----- | --------- | --------- | --------- | --------- | --------- | --------- | ----------- | ----------- | ----------- | -------- | -------- | -------- | ---- | ---- | ----- | ----- | --- | --- | ----------- | ---------- |
| Wes Clark          | 1 | 19  | 23  | 1     | 2     | 3         | 6         | 50.0      | 4         | 7         | 57.1      | 1           | 2           | 50.0        | 2        | 3        | 5        | 0    | 1    | 0     | 0     | 4   | 21  | 19.0        | 21.0       |
| Riccardo Visconti  | 1 | 13  | 21  | 3     | 2     | 2         | 2         | 100.0     | 3         | 5         | 60.0      | 0           | 1           | 0.0         | 2        | 1        | 3        | 0    | 0    | 0     | 0     | 1   | 13  | 13.0        | 13.0       |
| Jeremy Chappell    | 1 | 11  | 17  | 3     | 0     | 1         | 5         | 20.0      | 3         | 6         | 50.0      | 0           | 0           | 0.0         | 0        | 2        | 2        | 0    | 1    | 1     | 0     | 0   | 1   | 11.0        | 1.0        |
| Raphael Gaspardo   | 1 | 9   | 20  | 2     | 4     | 3         | 5         | 60.0      | 0         | 3         | 0.0       | 3           | 5           | 60.0        | 2        | 1        | 3        | 0    | 0    | 2     | 1     | 0   | 6   | 9.0         | 6.0        |
| Nathan Adrian      | 1 | 8   | 32  | 3     | 0     | 4         | 7         | 57,1      | 0         | 3         | 0.0       | 0           | 0           | 0.0         | 3        | 4        | 7        | 0    | 0    | 0     | 1     | 2   | 9   | 8.0         | 9.0        |
| Nick Perkins       | 1 | 8   | 20  | 4     | 7     | 2         | 7         | 28,6      | 0         | 1         | 0.0       | 4           | 7           | 57.1        | 2        | 5        | 7        | 0    | 0    | 4     | 0     | 1   | 6   | 8.0         | 6.0        |
| Alessandro Zanelli | 1 | 6   | 21  | 0     | 5     | 0         | 0         | 0.0       | 1         | 3         | 33.3      | 3           | 5           | 60.0        | 0        | 2        | 2        | 0    | 0    | 4     | 2     | 1   | 8   | 6.0         | 8.0        |
| Maxime De Zeeuw    | 1 | 4   | 12  | 1     | 0     | 2         | 2         | 100.0     | 0         | 2         | 0.0       | 0           | 0           | 0.0         | 1        | 2        | 3        | 0    | 0    | 0     | 0     | 1   | 5   | 4.0         | 5.0        |
| Alessandro Gentile | 1 | 3   | 11  | 2     | 2     | 1         | 6         | 16.7      | 0         | 1         | 0.0       | 1           | 2           | 50.0        | 0        | 1        | 1        | 0    | 0    | 1     | 0     | 5   | 1   | 3.0         | 1.0        |
| Mattia Udom        | 1 | 0   | 15  | 1     | 2     | 0         | 0         | 0.0       | 0         | 2         | 0.0       | 0           | 2           | 0.0         | 1        | 3        | 4        | 0    | 0    | 1     | 0     | 0   | 0   | 0.0         | 0.0        |
| Lucio Redivo       | 1 | 0   | 2   | 0     | 0     | 0         | 0         | 0.0       | 0         | 0         | 0.0       | 0           | 0           | 0.0         | 0        | 0        | 0        | 0    | 0    | 0     | 0     | 0   | 0   | 0.0         | 0.0        |
| Squadra            | 1 | 0   | 0   | 1     | 0     | 0         | 0         | 0.0       | 0         | 0         | 0.0       | 0           | 0           | 0.0         | 2        | 3        | 5        | 0    | 0    | 0     | 0     | 0   | 4   | 0           | 0          |
| TOTALE             | 1 | 81  | 200 | 21    | 24    | 18        | 40        | 45.0      | 11        | 33        | 33.3      | 12          | 24          | 50.0        | 15       | 27       | 42       | 0    | 2    | 13    | 4     | 15  | 74  | 81.0        | 74.0       |

#### In Supercoppa
| Nome               | G | Pun | Min | Falli | Falli | Tiri da 2 | Tiri da 2 | Tiri da 2 | Tiri da 3 | Tiri da 3 | Tiri da 3 | Tiri Liberi | Tiri Liberi | Tiri Liberi | Rimbalzi | Rimbalzi | Rimbalzi | Stop | Stop | Palle | Palle | Ass  | Val | Media Punti | Media Val. |
| Nome               | G | Pun | Min | C     | S     | R         | T         | %         | R         | T         | %         | R           | T           | %           | O        | D        | T        | D    | S    | P     | R     | Ass  | Val | Media Punti | Media Val. |
| ------------------ | - | --- | --- | ----- | ----- | --------- | --------- | --------- | --------- | --------- | --------- | ----------- | ----------- | ----------- | -------- | -------- | -------- | ---- | ---- | ----- | ----- | ---- | --- | ----------- | ---------- |
| Nick Perkins       | 2 | 37  | 58  | 5     | 9     | 12        | 19        | 63.2      | 2         | 3         | 66.7      | 7           | 11          | 63.6        | 5        | 12       | 17       | 0    | 1    | 3     | 0     | 1    | 43  | 18.5        | 21.5       |
| Lucio Redivo       | 2 | 21  | 33  | 1     | 2     | 3         | 8         | 37.5      | 4         | 10        | 40.0      | 3           | 3           | 100.0       | 0        | 2        | 2        | 0    | 0    | 1     | 1     | 2    | 15  | 10.5        | 7.5        |
| Josh Perkins       | 2 | 21  | 46  | 7     | 6     | 3         | 5         | 60,0      | 4         | 12        | 33,3      | 3           | 5           | 60,0        | 1        | 8        | 9        | 0    | 0    | 10    | 1     | 7    | 15  | 10.5        | 7.5        |
| Raphael Gaspardo   | 2 | 16  | 51  | 2     | 2     | 6         | 13        | 46,2      | 1         | 4         | 25.0      | 1           | 3           | 33.3        | 4        | 6        | 10       | 1    | 2    | 0     | 1     | 3    | 17  | 8.0         | 8.5        |
| Riccardo Visconti  | 2 | 14  | 35  | 7     | 3     | 2         | 2         | 100.0     | 3         | 9         | 33.3      | 1           | 1           | 100.0       | 0        | 2        | 2        | 1    | 0    | 4     | 1     | 1    | 5   | 7.0         | 2.5        |
| Nathan Adrian      | 2 | 11  | 56  | 2     | 7     | 4         | 9         | 44,4      | 0         | 7         | 0.0       | 3           | 5           | 60.0        | 4        | 6        | 10       | 0    | 1    | 0     | 1     | 4    | 16  | 5.5         | 8.0        |
| Alessandro Zanelli | 2 | 9   | 40  | 5     | 5     | 1         | 4         | 25.0      | 2         | 3         | 66.7      | 1           | 2           | 50.0        | 2        | 4        | 6        | 0    | 0    | 1     | 2     | 5    | 16  | 4.5         | 8.0        |
| Jeremy Chappell    | 2 | 8   | 42  | 4     | 2     | 4         | 7         | 57.1      | 0         | 4         | 0.0       | 0           | 0           | 0.0         | 1        | 6        | 7        | 1    | 0    | 4     | 3     | 4    | 10  | 4.0         | 5.0        |
| Mattia Udom        | 2 | 6   | 28  | 6     | 2     | 1         | 3         | 33.3      | 1         | 1         | 100.0     | 1           | 2           | 50.0        | 0        | 4        | 4        | 0    | 1    | 1     | 1     | 1    | 3   | 3.0         | 1.5        |
| Myles Carter       | 2 | 0   | 11  | 0     | 0     | 0         | 1         | 0.0       | 0         | 0         | 0.0       | 0           | 0           | 0.0         | 0        | 1        | 1        | 0    | 0    | 1     | 0     | 0    | -1  | 0.0         | -0.5       |
| Squadra            | 2 | 0   | 0   | 1     | 0     | 0         | 0         | 0.0       | 0         | 0         | 0.0       | 0           | 0           | 0.0         | 3        | 5        | 8        | 0    | 0    | 0     | 0     | 0    | 7   | 0           | 0          |
| TOTALE             | 2 | 143 | 400 | 40    | 38    | 36        | 71        | 50.7      | 17        | 53        | 32.1      | 20          | 32          | 62.5        | 20       | 56       | 76       | 3    | 5    | 25    | 11    | 28   | 146 | 71.5        | 73.0       |
| MEDIE              |   |     |     | 20.0  | 19.0  | 18.0      | 35.5      | 50.7      | 8.5       | 26.5      | 32.1      | 10.0        | 16.0        | 62.5        | 10.0     | 28.0     | 38.0     | 1.5  | 2.5  | 12.5  | 5.5   | 14.0 |     |             |            |

#### In Champions League
| Nome               | G | Pun | Min  | Falli | Falli | Tiri da 2 | Tiri da 2 | Tiri da 2 | Tiri da 3 | Tiri da 3 | Tiri da 3 | Tiri Liberi | Tiri Liberi | Tiri Liberi | Rimbalzi | Rimbalzi | Rimbalzi | Stop | Stop | Palle | Palle | Ass  | Val | Media Punti | Media Val. |
| Nome               | G | Pun | Min  | C     | S     | R         | T         | %         | R         | T         | %         | R           | T           | %           | O        | D        | T        | D    | S    | P     | R     | Ass  | Val | Media Punti | Media Val. |
| ------------------ | - | --- | ---- | ----- | ----- | --------- | --------- | --------- | --------- | --------- | --------- | ----------- | ----------- | ----------- | -------- | -------- | -------- | ---- | ---- | ----- | ----- | ---- | --- | ----------- | ---------- |
| Nick Perkins       | 6 | 96  | 170  | 22    | 0     | 36        | 63        | 57,1      | 4         | 16        | 25,0      | 12          | 24          | 54,0        | 9        | 29       | 38       | 3    | 0    | 16    | 5     | 11   | 86  | 16,0        | 14,3       |
| Josh Perkins       | 6 | 57  | 146  | 18    | 0     | 10        | 15        | 66,7      | 10        | 30        | 33,3      | 7           | 7           | 100,0       | 4        | 14       | 18       | 0    | 0    | 12    | 8     | 28   | 74  | 9,5         | 12,3       |
| Nathan Adrian      | 6 | 51  | 171  | 14    | 0     | 17        | 29        | 58,6      | 3         | 17        | 17,6      | 8           | 15          | 53,3        | 9        | 16       | 25       | 3    | 0    | 12    | 1     | 12   | 47  | 8,5         | 7,8        |
| Lucio Redivo       | 4 | 45  | 79   | 10    | 0     | 9         | 16        | 56,2      | 8         | 17        | 47,1      | 3           | 5           | 60,0        | 1        | 7        | 8        | 0    | 0    | 2     | 2     | 11   | 46  | 11,3        | 11,5       |
| Jeremy Chappell    | 5 | 44  | 131  | 16    | 0     | 7         | 14        | 50,0      | 9         | 17        | 52,9      | 3           | 5           | 60,0        | 3        | 16       | 19       | 1    | 0    | 10    | 5     | 19   | 61  | 8,8         | 12,2       |
| Mattia Udom        | 6 | 43  | 110  | 16    | 0     | 11        | 18        | 61,1      | 5         | 11        | 45,5      | 6           | 8           | 75,0        | 2        | 28       | 30       | 0    | 0    | 4     | 5     | 7    | 66  | 7,2         | 11,0       |
| Raphael Gaspardo   | 4 | 39  | 108  | 9     | 0     | 12        | 20        | 60,0      | 4         | 14        | 28,6      | 3           | 6           | 50,0        | 2        | 7        | 9        | 2    | 0    | 7     | 3     | 3    | 28  | 9,8         | 7,0        |
| Alessandro Zanelli | 6 | 34  | 106  | 13    | 0     | 6         | 12        | 50,0      | 5         | 11        | 45.5      | 7           | 9           | 77,8        | 1        | 3        | 4        | 0    | 0    | 7     | 2     | 11   | 30  | 5,7         | 5,0        |
| Riccardo Visconti  | 5 | 33  | 98   | 8     | 0     | 4         | 9         | 44,4      | 6         | 19        | 31,6      | 7           | 8           | 87,5        | 1        | 8        | 9        | 1    | 0    | 8     | 0     | 12   | 28  | 6,6         | 5,6        |
| Wes Clark          | 5 | 14  | 52   | 8     | 0     | 3         | 10        | 30,0      | 2         | 10        | 20,0      | 2           | 2           | 100,0       | 2        | 6        | 8        | 0    | 0    | 3     | 6     | 9    | 19  | 2,8         | 3,8        |
| Myles Carter       | 6 | 6   | 25   | 2     | 0     | 3         | 3         | 100,0     | 0         | 0         | 0,0       | 0           | 0           | 0,0         | 0        | 3        | 3        | 0    | 0    | 1     | 0     | 0    | 8   | 1,0         | 1,3        |
| Scott Ulaneo       | 2 | 2   | 4    | 0     | 0     | 1         | 1         | 100.0     | 0         | 0         | 0.0       | 0           | 0           | 0.0         | 0        | 0        | 0        | 0    | 0    | 0     | 0     | 0    | 2   | 1,0         | 1,0        |
| squadra            | 0 | 0   | 0    | 0     | 107   | 0         | 0         | 0.0       | 0         | 0         | 0.0       | 0           | 0           | 0.0         | 9        | 14       | 23       | 0    | 9    | 0     | 0     | 0    | 121 | 0           | 0          |
| TOTALE             | 6 | 464 | 1200 | 136   | 107   | 119       | 210       | 56,7      | 56        | 162       | 34,6      | 58          | 89          | 65,2        | 43       | 151      | 194      | 10   | 9    | 82    | 37    | 123  | 480 | 77,3        | 80,0       |
| MEDIE              |   |     |      | 22,7  | 17,8  | 19,8      | 35,0      | 56,7      | 9,3       | 27,0      | 34,6      | 9,7         | 14,8        | 65,2        | 7,2      | 25,2     | 32,3     | 1,7  | 1,5  | 13,7  | 6,2   | 20,5 |     |             |            |